# Лужњики арена
Мала спортска арена Олимпијског комплекса Лужњики (рус. Малая спортивная арена Олимпийского комплекса Лужники), познатија као Лужњики арена, вишенаменска је арена у Москви, Русија. Отворена је 1956. године и има капацитет за око 8.512 људи. Пре свега се користи за утакмице хокеја на леду, а домаћи је терен УХК Динамо Москва, који игра у Континенталној хокејашкој лиги. У Лужњики арени одржала су се одбојкашка такмичења на Олимпијским играма 1980. године, као и једно од издања Спартакијаде.